# Coromoto fagylaltozó
A Coromoto fagylaltozó (spanyolul: Heladería Coromoto) a venezuelai Mérida egyik nevezetessége: több alkalommal is Guinness rekordot állított fel azzal, hogy milyen sok különböző ízű fagylalt kapható benne. A legnagyobb választék 860-féle ízből állt.

## Története
A fagyizót a portugál származású kereskedő, Manuel da Silva alapította 1981-ben. Eredetileg mindössze négyféle, hagyományos ízű fagylalt volt benne kapható: vanília, eper, csokoládé és kókusz, majd az alapító egy nap úgy döntött, kipróbálja az avokádósat is: ennek sikerén felbuzdulva pedig sorra jelentek meg az újabb és újabb ízek, köztük egyre különlegesebbek, például húsos, halas, kagylós, hagymás és fokhagymás fagyik is. 1991-ben már 368-féle íz volt benne kapható, amellyel először került be a Guinness Rekordok Könyvébe, 1996-ban 591 íz újabb rekordbejegyzést jelentett, később pedig egészen 860-ig emelkedett ez a szám. Ekkor már volt közte például polipos, sör ízű, sajtos spagettis, fekete babos, csilipaprikás, céklás és pacalos is, de mindegyiknek a közös jellemzője volt, hogy legalább egy kis édeskés ízárnyalat volt bennük.
2014-ben a kőolaj világpiaci ára olyan mértékben lezuhant, hogy az olajbevételekből élő Venezuelában súlyos gazdasági válság bontakozott ki. Évi több száz, illetve ezer százalékos infláció mellett alapvető élelmiszerekben is hiány keletkezett, az emberek nagy része elszegényedett. Amikor az országos havi minimálbér 136 543 bolívar volt, egy kétgombócos kehely 5000 bolívarba került, így sokaknak már a fagylalt megvásárlása is luxusnak kezdett számítani. 2014-ben alapanyaghiány miatt ideiglenesen be kellett zárni a Coromotót, majd 2015 és 2016 között a forgalom a felére esett vissza. 2016-ban három hónapra újra be kellett zárni, és bár ekkor még újra tudott nyitni, 2017 végén ismét bezárásra kényszerültek, mivel az üzemeltetők már a legfontosabb alapanyagokat, a tejet és a cukrot sem tudták megvásárolni. A fagyizót végül hamarosan ismét kinyitották.

## Képek

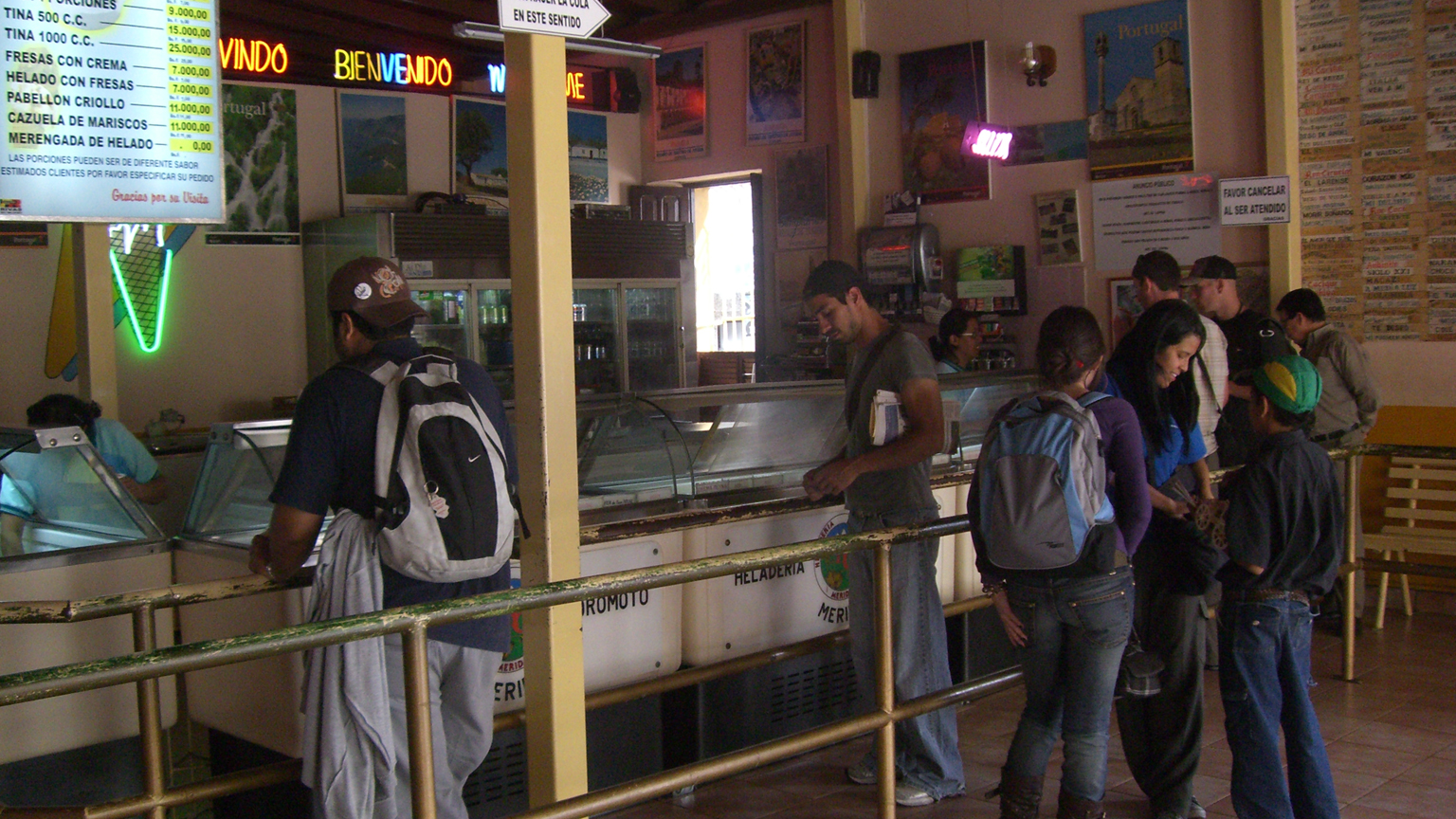
Belső tér és vendégek
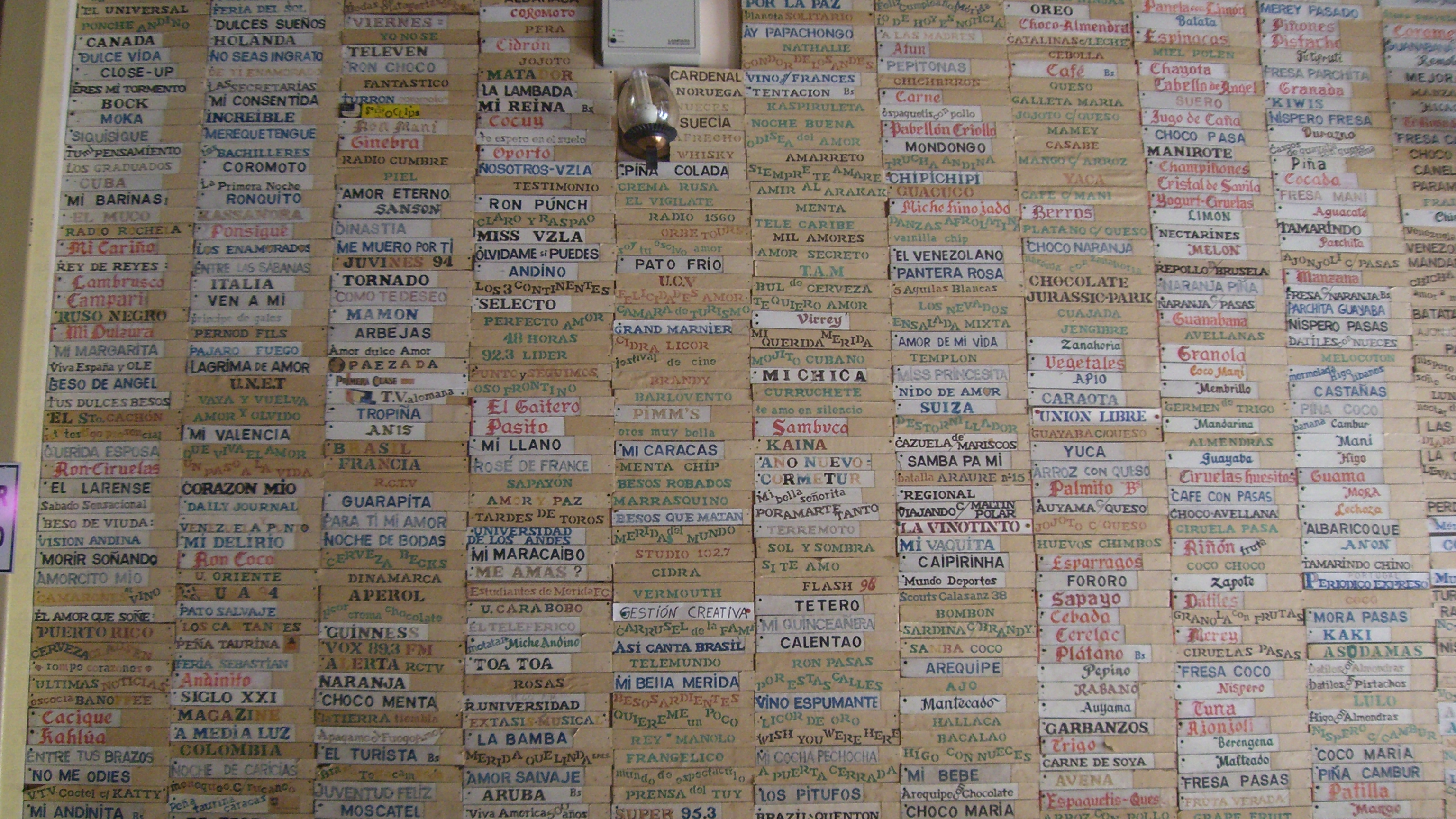
A kapható ízek listájának részlete
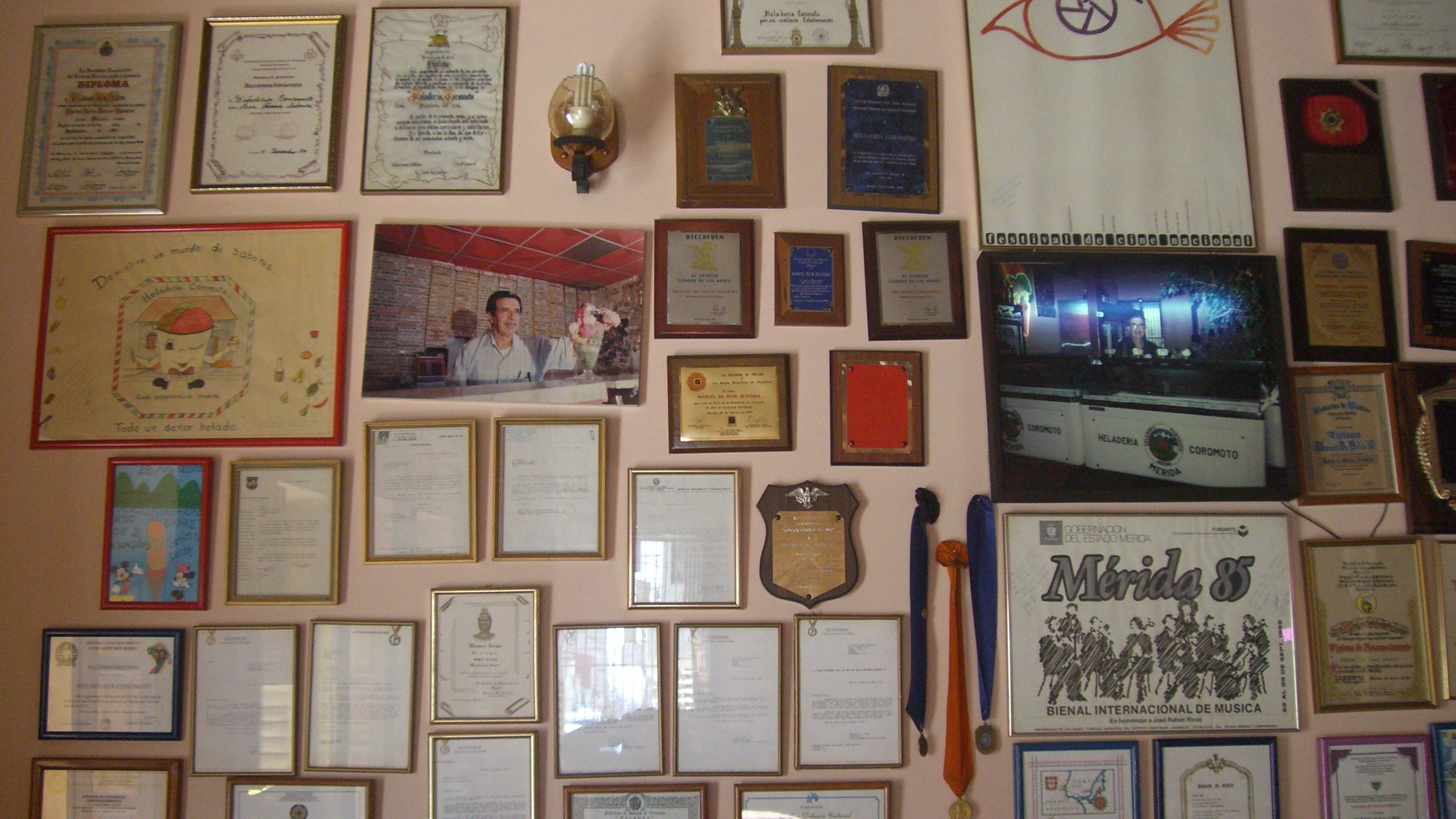
Díjak és oklevelek a falon
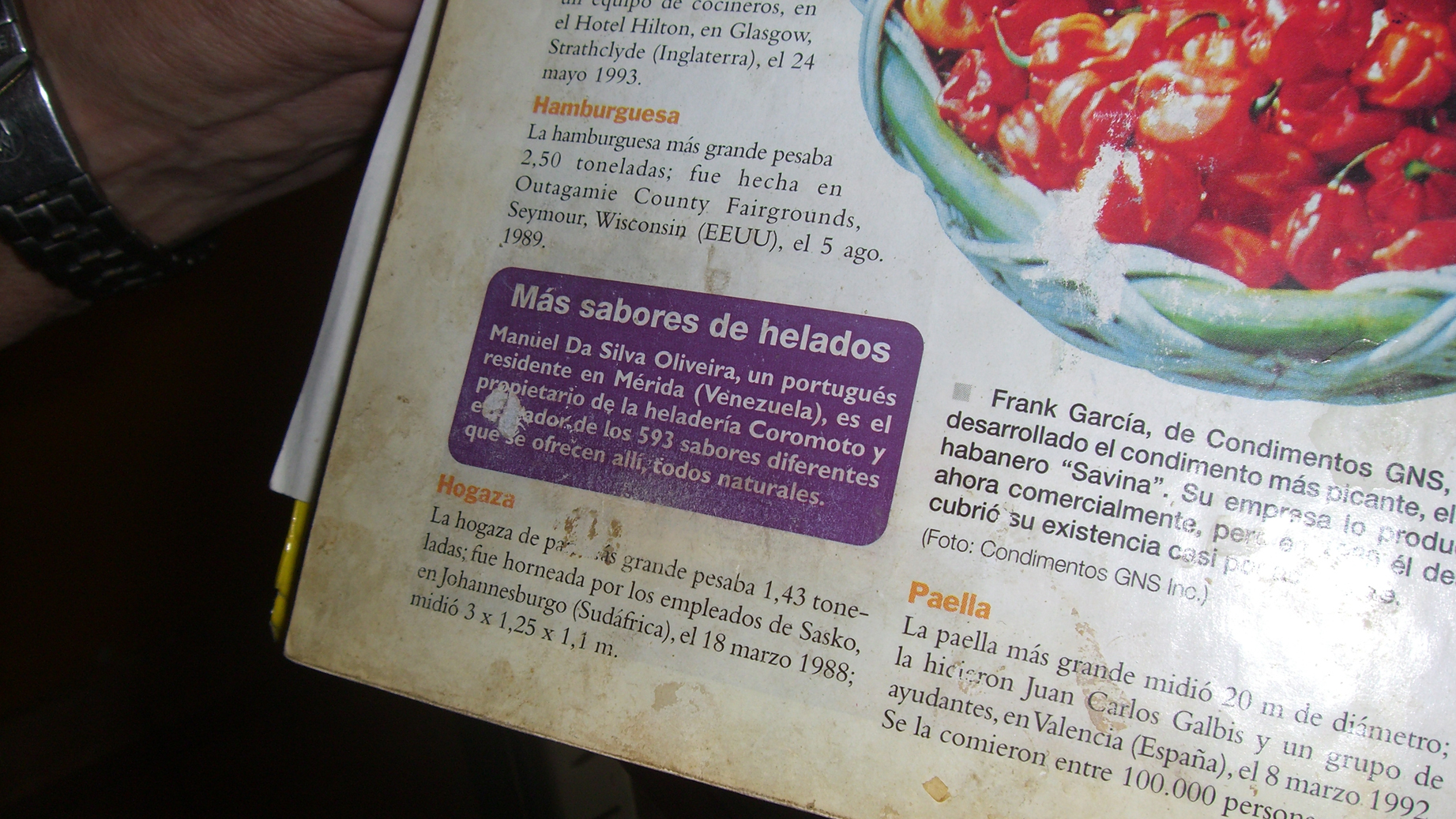
Egy régebbi rekord a Guinness Rekordok Könyvében